# Salón San David
El Salón San David se ubica entre las calles San Martín y Belgrano, de la ciudad de Trelew, en la Patagonia Argentina, provincia del Chubut. Es un lugar donde se reúne la comunidad galesa de esta ciudad y dónde se ubica el Bingo de Trelew y la Asociación del Eisteddfod del Chubut.
Lleva su nombre en honor al Patrono Nacional de Gales, San David, y su fachada recuerda a una iglesia en Pembrokeshire. Además, organizó y fue sede de varios Eisteddfod del Valle del Chubut, como el de 1965 para el centenario de la colonia. Ahí también dictan clases del idioma galés.

## Historia

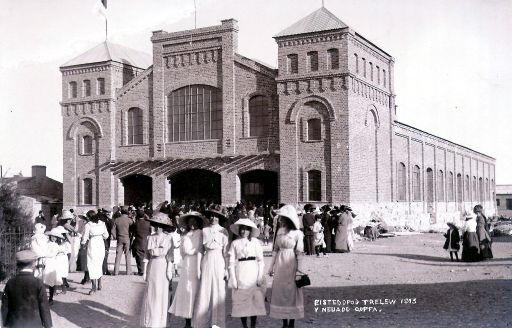
El edificio al momento de su inauguración, durante la celebración de un Eisteddfod.

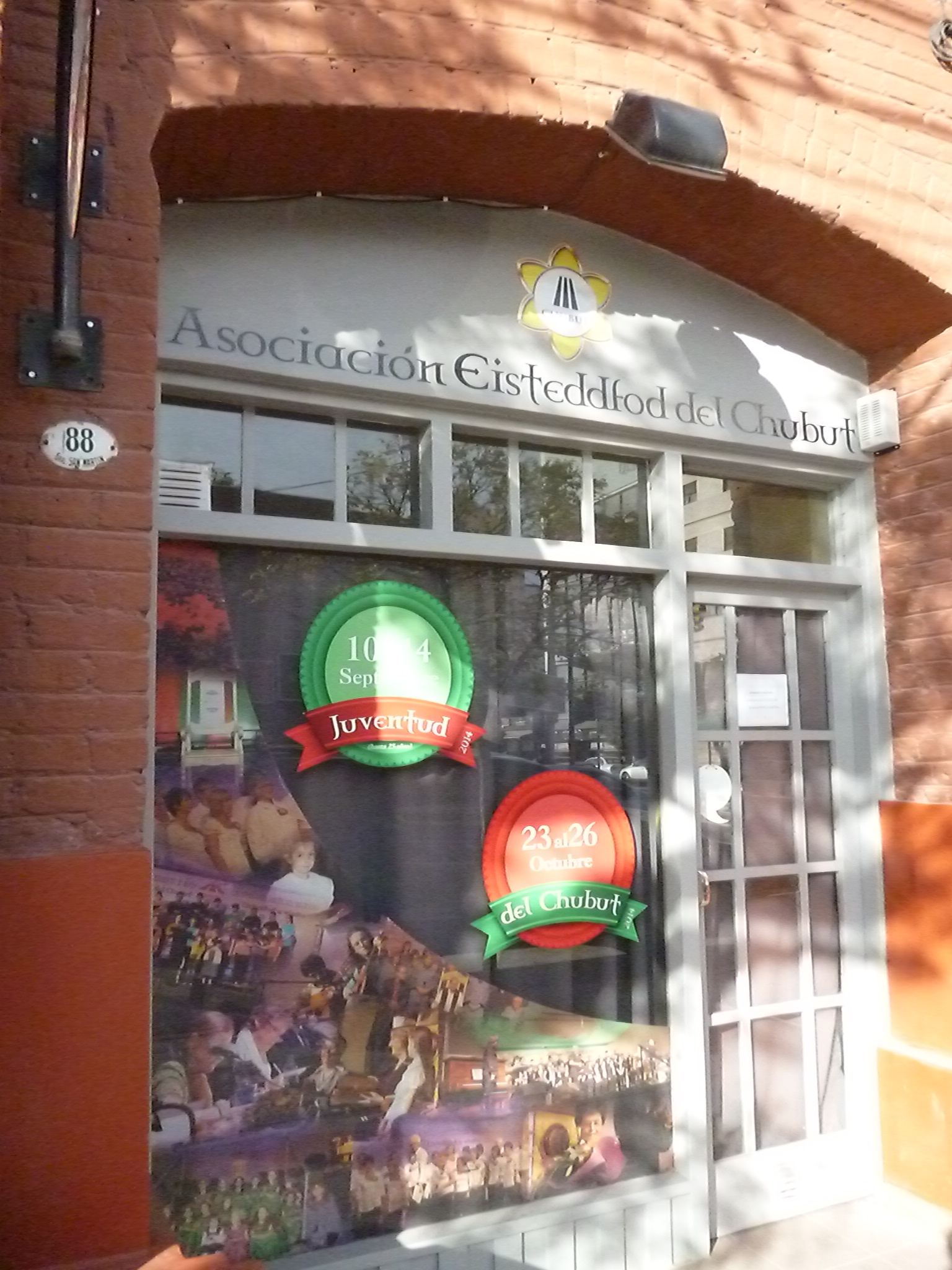
Sede del Eisteddfod del Valle del Chubut en el Salón San David.

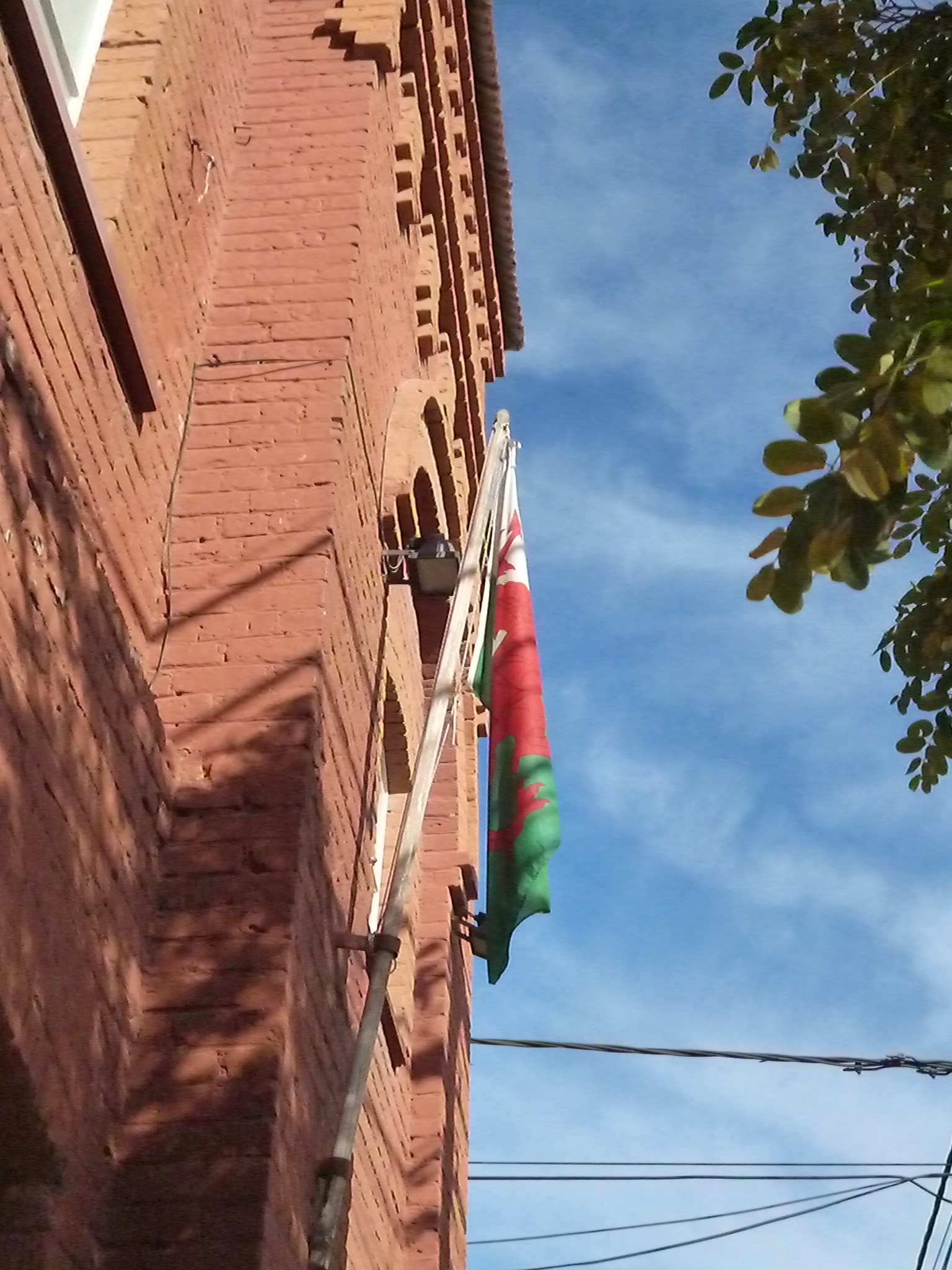
Bandera de Gales.

La Asociación San David se fundó el 1 de marzo de 1892. En 1909 se recibe desde Londres la comunicación del presidente del Ferrocarril Central del Chubut, Sr. Henderson, anunciando la donación del solar solicitado por la Sociedad San David, en la Manzana 2 de la ciudad. Esta donación se debió a la gestión que el ingeniero Edward Jones Williams, gerente del Ferrocarril Central del Chubut y expresidente de la Sociedad San David efectuara ante la Compañía de tierras Puerto Madryn Ltda. En 1910, se coloca la piedra fundamental del edificio a construirse. En 1911, se bosquejó el proyecto del edificio sobre la base de la fachada de la iglesia "San David" de Pembrokeshire, Gales. El Ingeniero Edward Williams diseñó el mismo, la mano de obra se contrató por licitación al constructor Antonio Ríos Hernández, la carpintería metálica para el techo, puertas y ventanas se compraron en Liverpool; la carpintería en madera para el techo y ocho puertas, se encargaron a Owen Lloyd.
Se adornó el techo con tres grandes sombreros artísticos de zinc, de forma cilíndrica, terminados en punta, los que se colocaron sobre una base cuadrada de material, de dos metros y medio de altura y uno de ancho. Se distanciaron diez metros cada uno, en la parte central del techo a dos aguas. A fines de 1913 se termina el Salón San David, siendo el de mayor capacidad existente en la ciudad hasta el momento. La inauguración oficial se realizó el 28 de julio de 1915, en ocasión de cumplirse el cincuentenario de la colonización galesa. Para el Eisteddfod de 1917, se le colocó el cielorraso de pinotea machiembrada que posee actualmente, tarea que se encomendó a William Williams. En junio de 1933 se retiraron, debido a que dos fueron derribados por un ciclón y el tercero quedó en mal estado.
En su interior el piso era de madera y el escenario abarcaba todo el ancho del salón. Poseía una muy buena iluminación natural con gran cantidad de ventanales a ambos costados. Ventanales que en ocasión de las reformas que se introdujeron en el salón, en 1958 fueron cerrados. En esa oportunidad también se cambiaron los pisos por mosaicos graníticos y se colocaron los palcos elevados en sus costados. Se reformaron los baños y se construyeron las dependencias para la sede de la institución, en los altos del edificio. Luego se construyó una "Secretaría para la Comisión Directiva" y pequeños salones sobre la calle San Martín, a fines de la década del cincuenta.